# Польська література
Польська література (пол. Literatura polska) — літературні традиції Польщі. Хоча більша частина польської літератури написана польською мовою, до польської літературної традиції належать також твори, написані іншими мовами: на їдиш, литовською мовою, українською, білоруською, німецькою, есперанто та іншими мовами, які століттями використовували на території Польщі. До початку XVIII століття основною мовою у польській літературі була латинська, у той час поширена практично по всій Центральній та Західній Європі.

## Історія

### Середньовіччя
Практично нічого не збереглося від польської літератури періоду до християнізації Польщі у 966 році. Язичницька літературна традиція існувала суто в усній формі і християнські автори не вважали за потрібне зафіксувати її у письмовій формі.
Особливістю цього періоду є те, що практично всі твори, які належать до Польщі, написані не поляками. Наприклад, автор найдавнішої польської хроніки, роботи якого збереглися до нашого часу, був іноземцем, найімовірніше угорцем. У Польщі його вважали французом, і звідси його прізвисько Галл Анонім. Літопис його доведений до 1113 року. Його робота, написана латинською мовою, є основоположником польської літературної традиції на латині.

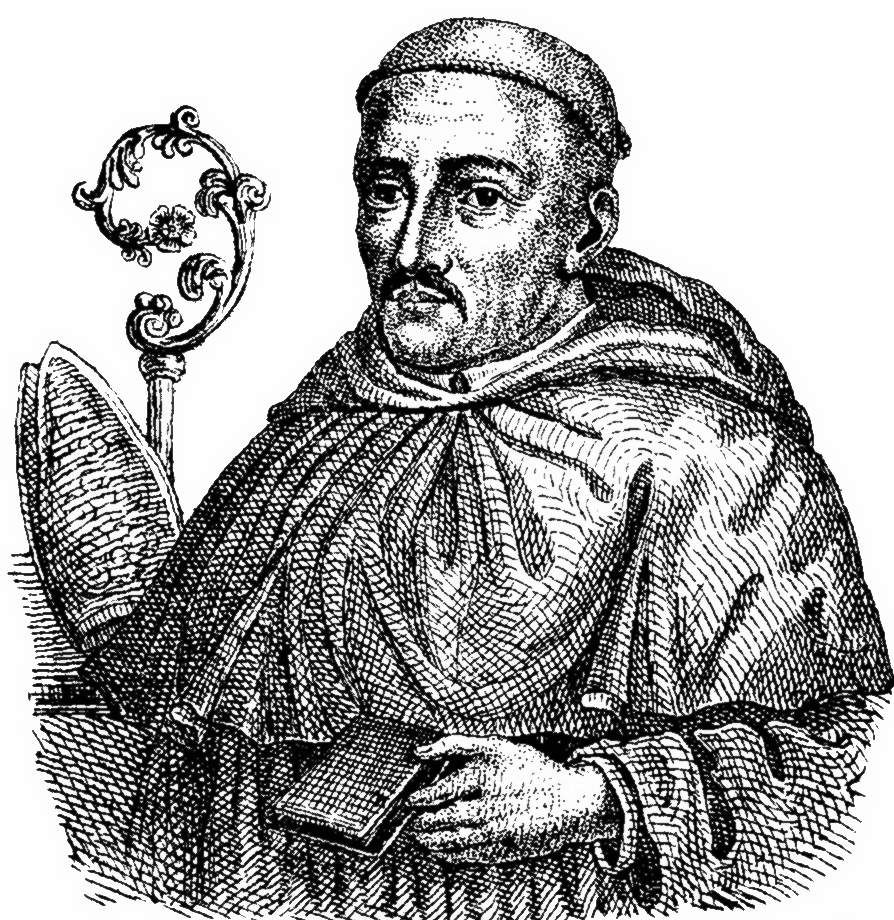
Вінцентій Кадлубек

Цю традицію у польській історіографії продовжив перший автор-поляк — латинський єпископ Кракова Віцентій Кадлубек. За дорученням короля Казімєжа ІІ Справедливого В.Кадлубек написав історію Польщі (твір про період польської історії до початку XIII століття).
Вперше польська мова була використана у Книзі Хенрікова — літописі цистерціанського монастиря у Хенрікові, Сілезія, написаному між 1269 та 1273 роками.
Більша частина ранніх польських текстів знаходились під сильним впливом латинської релігійної літератури. Наприклад, найдавніший пам'ятник польської літератури — релігійний гімн та бойова пісня, написана у X—XIII століттях, Богородиця. Крім цієї пісні збереглися також уривки францисканських проповідей у записах, що сягають XIV століття. Ці твори відомі під назвою Проповідей Святого Хреста, — по місцевості, де зберігалися ці проповіді (монастир на Лисій горі, пізніше названа горою Святого Хреста). Вони являють собою короткі конспекти, які ксьондзи використовували для проповідей.
XIII століття — епоха масового «звернення» польських селянських мас у християнство — було одночасно століттям полонізації католицької церкви. У середовищі вищого духовенства з'являється дедалі більше поляків. У цей період відбуваються також глибокі господарські зміни. В околицях замків починають розвиватися міські поселення. Внаслідок економічних умов, припиняється звичайний до того часу експорт невільників. Посилено заселяються міста і землі. Прибульцями були переважно німці, які приносили з собою вищу сільськогосподарську культуру, створювали ремесла і торгівлю. Звичаї і феодальні установи також приходять з Німеччини. Вплив німецької мови на польську був дуже великим. І в XIV столітті в лицарських замках, монастирях і в містах процвітала німецька мова. Писали набагато більше, але суто по-латині. Найзначнішим твором цього періоду є літопис Янка із Чарнкова

### Відродження

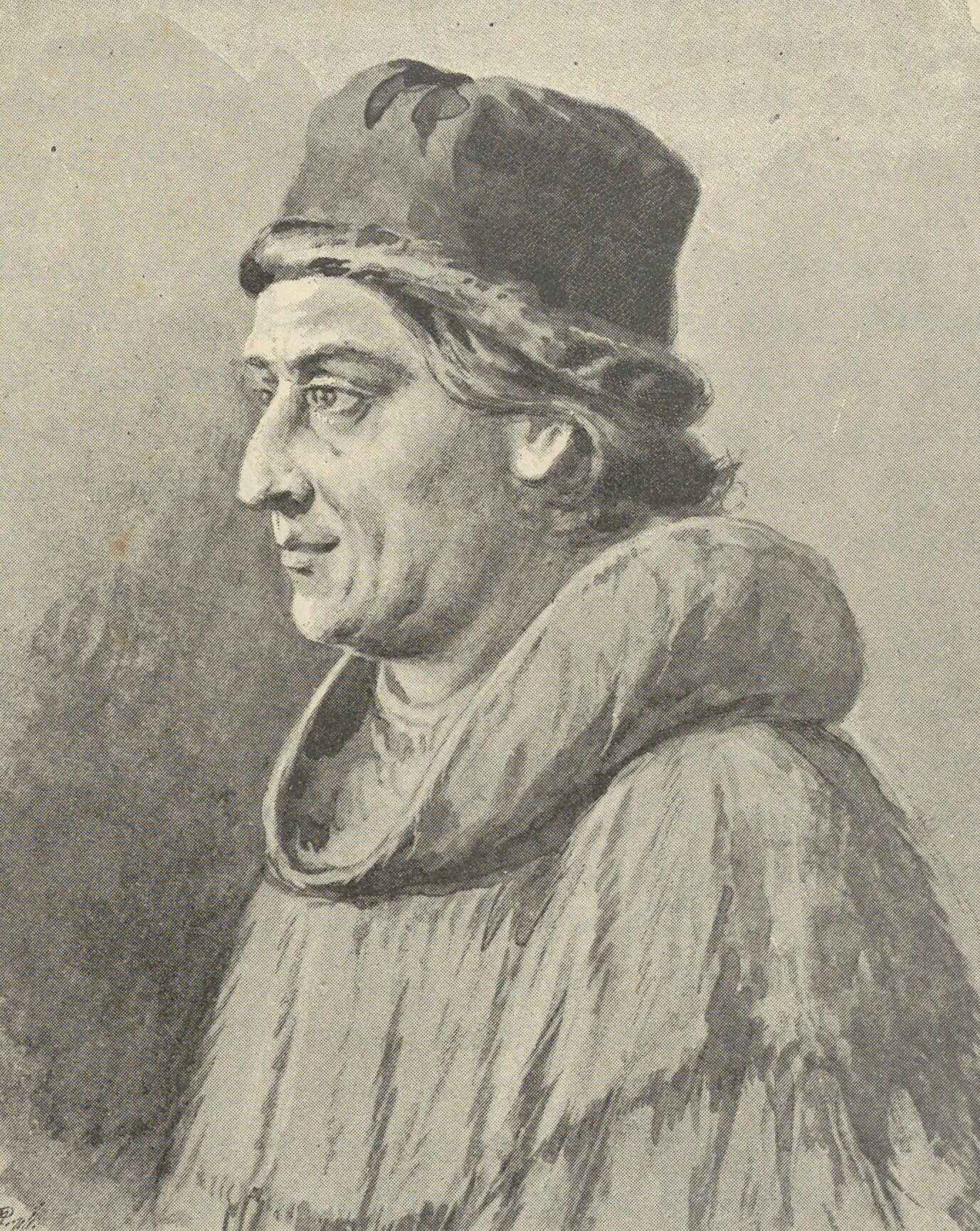
Польський історик та дипломат Ян Длугош

XV століття — це епоха найбільшої могутності польської держави і разом з тим епоха змін у внутрішній структурі держави. Під час правління династії королів Ягеллонів відбувається розквіт польської культури та мистецтва. Багато іноземних поетів та письменників, наприклад Філіп Калімах та Конрад Цельтіс, переїжджають у Польщу, приносячи з собою нові літературні традиції. Багато польських письменників виїжджають вчитися закордон. Ягеллонський університет стає центром мистецтва та науки.
Вельми значно зросла заможність міст, а також заможність і господарське значення середньої шляхти. Піднімається рівень освіти. 1400 року засновується Краківський університет, так звана Академія. Академія того часу славиться такими вченими, як наприклад астроном Войцех з Брудзева, лекції якого наприкінці XV століття відвідував Миколай Коперник. У Краківської академії викладалася насамперед схоластика; мовою викладання, як і у всіх школах того часу, була латина. Почали проте приділяти увагу й польській мові.
З Краківської академії вийшов найвідоміший польський письменник XV століття, історик та дипломат, значний католицький ієрарх Ян Длугош (1415–1480). Головний його твір — «Історія Польщі» у 12 томах, що починається з давніх часів і доведена майже до смерті її автора.
Попри те, що Краківська академія займалася головним чином схоластикою, вже в першій половині XV століття в Академію починають проникати з Італії гуманістичні ідеї. Першими польськими гуманістами у Краківській академії були — Ян з Лудзіска і Григорій Сяноцький. Ян з Лудзіска — доктор і професор медицини — був першим у Польщі шанувальником Цицерона і сам прославився як знаменитий оратор. Григорій з Сянока читав в Академії лекції про ідилії Вергілія (помер у сані львівського архієпископа у 1477 році).

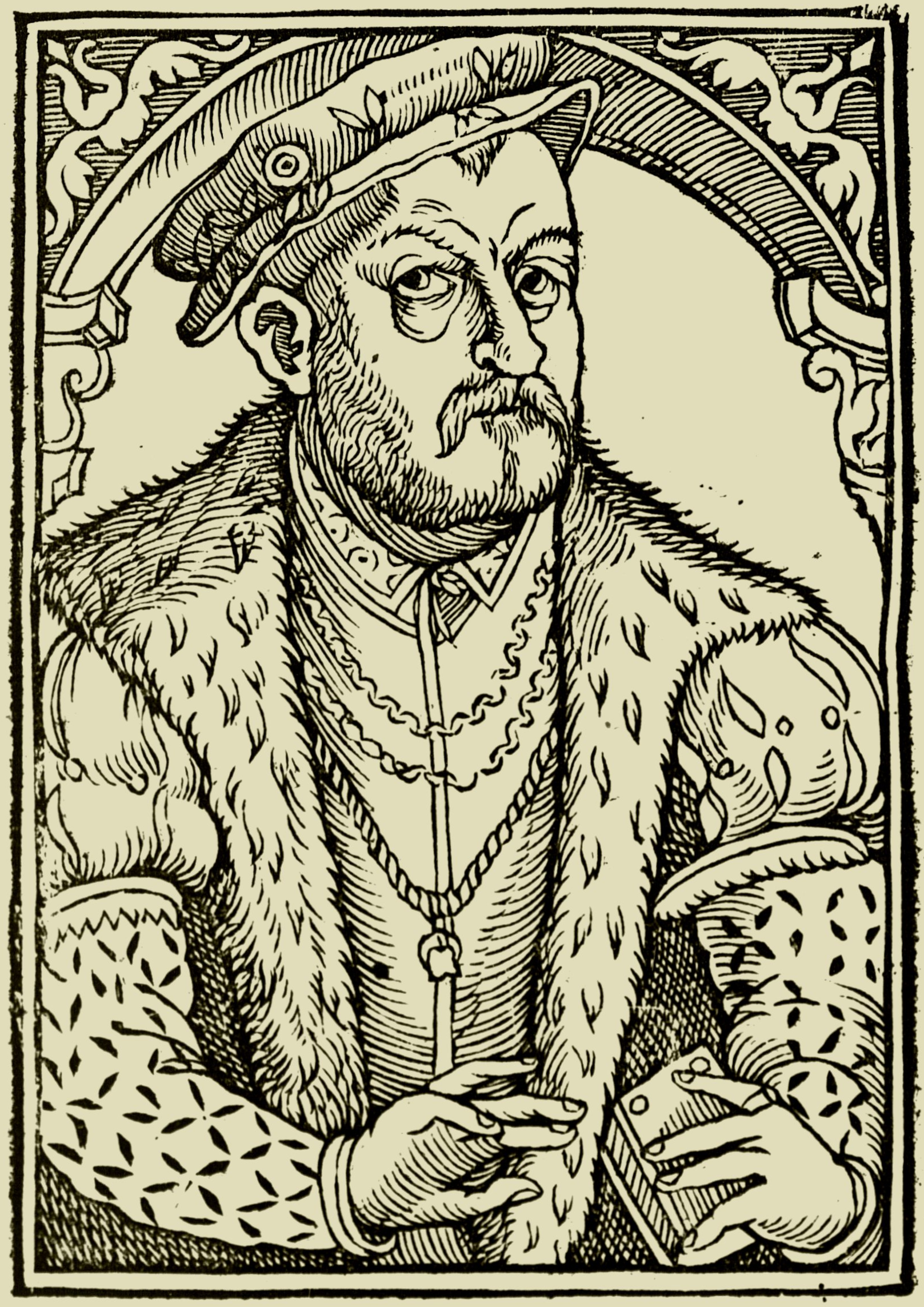
Миколай Рей

У 1488 році в Кракові засновано перший у світі клуб письменників Sodalitas Litterarum Vistulana. Туди входили Альберт Бружевський, Вавжинец Корвін та інші відомі митці.
Також у цей період, такими письменниками, як Миколай Рей та Ян Кохановський створюється фундамент польської літературної мови та сучасної польської граматики.
1513 року в Кракові в першому польському видавництві Форіана Унглера виходить друком молитовник Бієрната з Люблину Hortulus Animae (укр. Садок душі). Це видання тривалий час вважалося першою книгою, надрукованою польською мовою. Нині відомо, що першою друкованою книгою польською мовою була «Historyja umęczenia Pana naszego Jezusa Chrystusa», опублікована 1508 року.
Гуманізм взагалі справив на польську літературу XV століття не дуже значний вплив, але існує твір, у якому гуманізм залишив глибокий слід. Це Monumentum pro rei publicae ordinatione (укр. Меморіал з питання про правильний устрій Речі Посполитої). Автором меморіалу був познанський вельможа Ян Остророг. Його твір містить критику католицької церкви з точки зору інтересів Польської держави і критику деяких польських державних установ. Це — початок політичної літератури і політичної публіцистики у Польщі.
У перші десятиліття XVII ст., коли продовжують творити письменники, що дебютували в минулому столітті, ренесансний напрямок ще грає видну роль, але, поступово слабшаючи, він нерідко змішується з тенденціями маньєризму і бароко, що здобувають з часом домінуюче значення. На загальному тлі виділяється «Збори ритмів» (1612) Каспера Мясковського. Провідним письменником піздньоренессанської доби був Шимон Шимонович, що здобув своєю поезією латиною європейську популярність, а на батьківщині отримав ім'я «польського Піндара».
У той час, коли польсько-латинська проза XV століття досягає вже рівня таких творів, як «Літопис» Длугоша і трактат Остророга, власне польську прозу складають майже суто переклади різних релігійних творів, зроблені з латинської мови, частіше за все не з оригіналу, а за чеським перекладам. Ці твори таким чином були по суті пам'ятниками не польської літератури, а польської мови, на яку у той час дуже великий вплив справляла чеська мова. Найважливішим мовним пам'ятником цього роду є біблія королеви Софії.

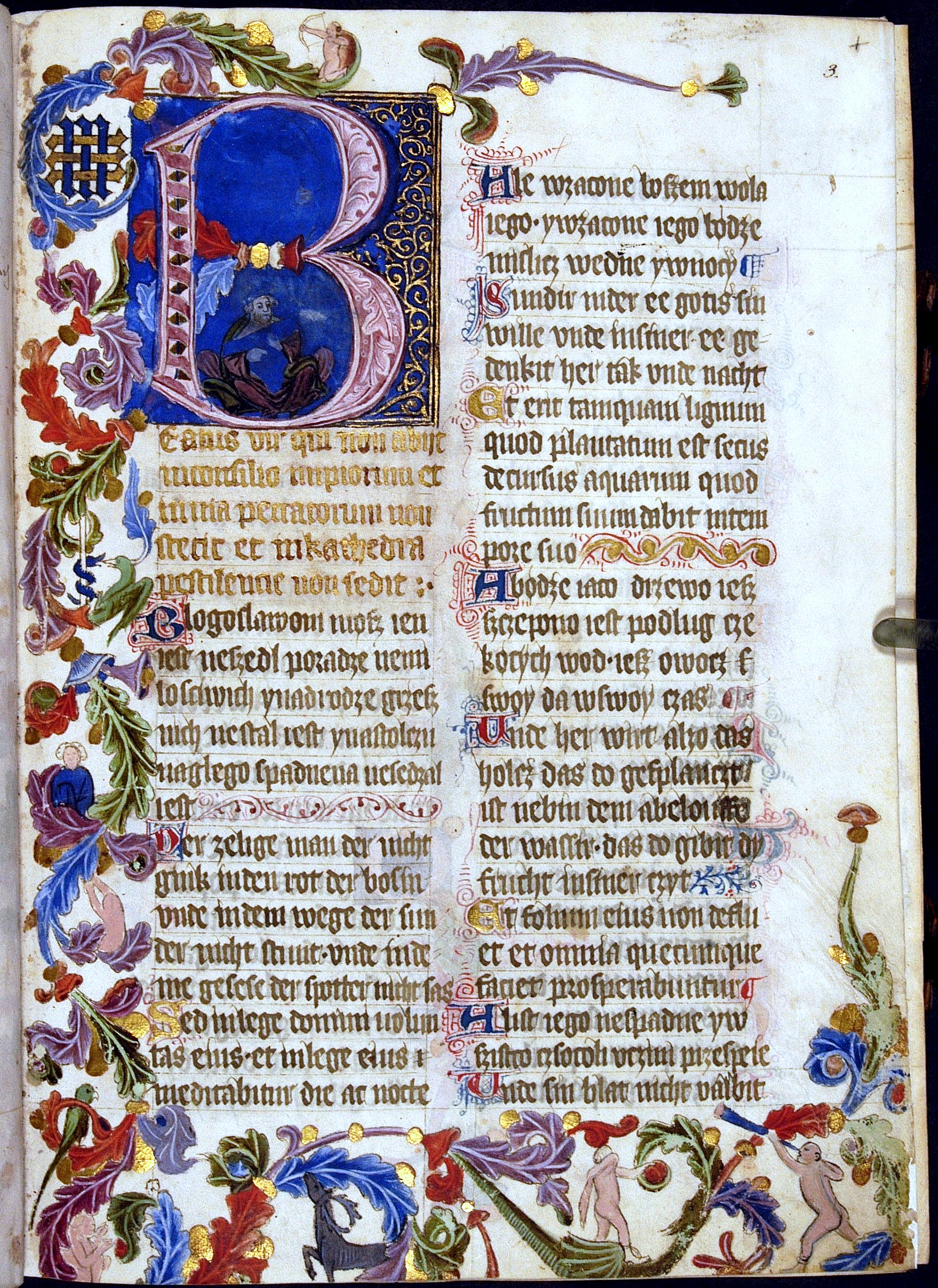
Флоріанський псалтир. XIV/XV ст.

Польська поезія XV століття багатша прози . Першими значними польськими поетами епохи Ренесансу були Ян Дантишек, Анджей Кшицький. Клеменс Яніцький став одним з найвідоміших латинських поетів свого часу, був нагороджений Папою римським.
Проза цього періоду переважно складається з релігійних пісень, які створюються для жінок і неосвічених людей, що не знали латини. Цих пісень збереглося досить багато. Автори їх здебільшого невідомі. Крім релігійних пісень збереглися ще легенди XV століття, написані віршами. Серед них найкраще оброблена легенда про святого Алексія. Збереглася також (з другої половини XV століття) сатира на селян, автор якої — шляхтич — дорікає їм в ліні і в недоброзичливому ставленні до панів.

### Польське бароко
Період бароко у польській літературі триває з 1620 по 1764 рік. У цей час на польську літературну традицію великий вплив справляє єзуїтські навчальні заклади, де навчання переважно велося латинською мовою. У цей період саме з єзуїтських коледжів виходить більшість латино- та польськомовних поетів та письменників. Серед них можна зазначити Вацлава Полоцького, найвідомішого письменника польського бароко; Мацея Сарбевського, поета та теоретика літератури, відомого як Християнський Горацій, Каспера Твардовського, Яна Юрковського, Себастьяна Грабовецького, Даніеля Наборовського, Шимона та Юзефа-Бартоломія Зиморовичів, Яна Жабчиця, Кшиштофа та Лукаша Опалінських та ін.
Особливе місце в літературі польського бароко належить прославленій плеяді Морштинів — Ієроніму, Яну Анджею, Збігневу та Станіславу.

### Література нового часу

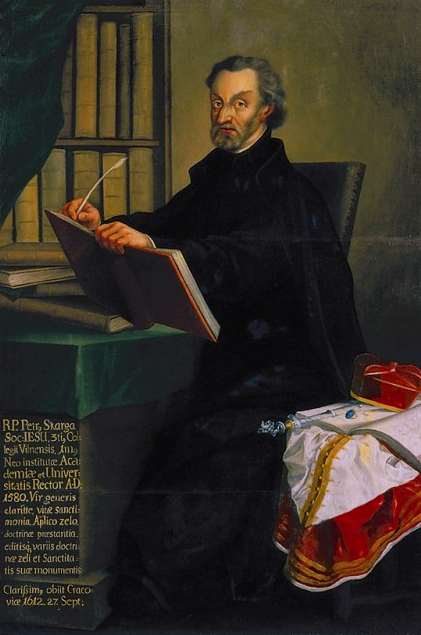
Петро Скарга

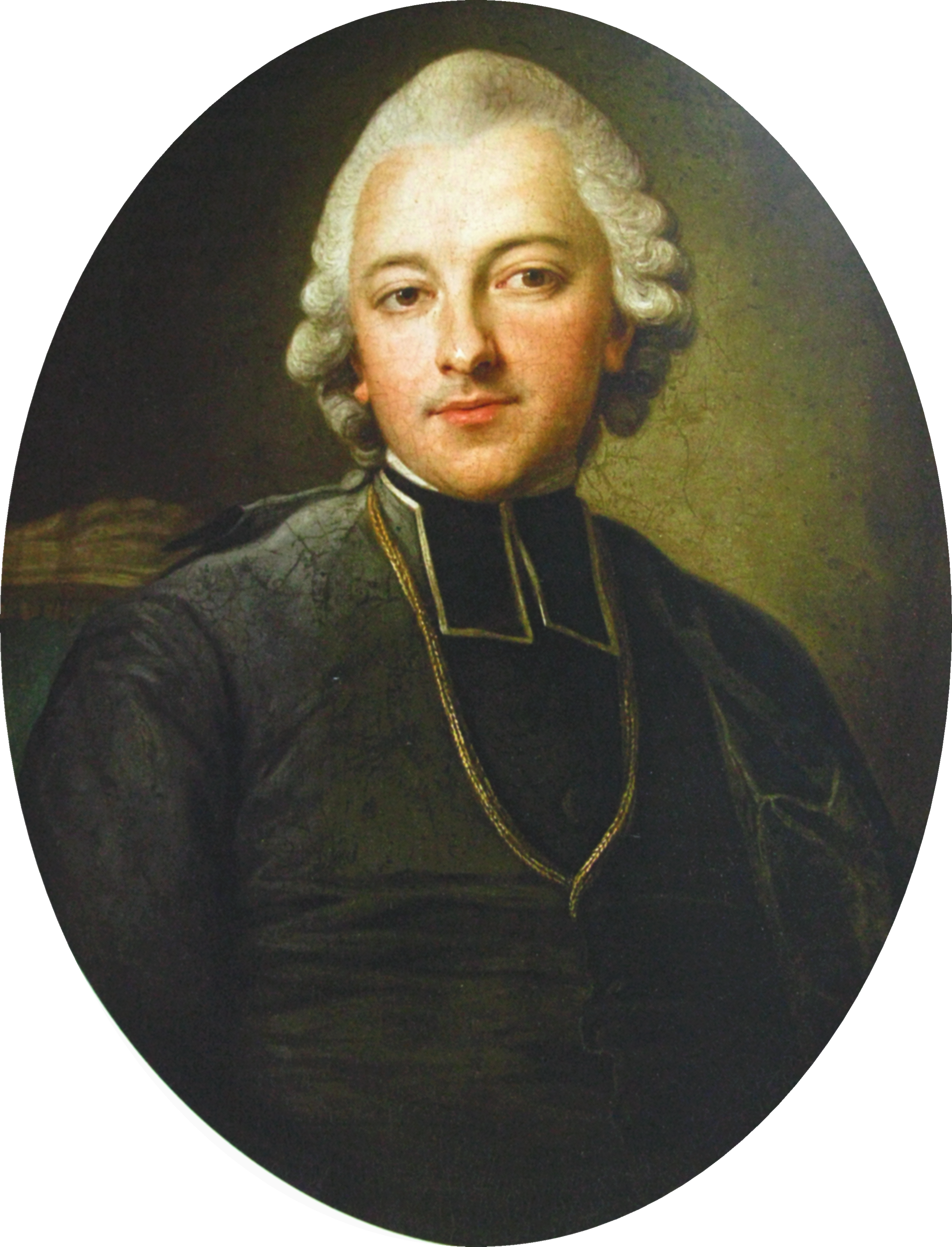
Ігнатій Красицький